# Bogdan Dumitrache
Bogdan Dumitrache (ur. 2 maja 1977 w Bukareszcie) – rumuński aktor filmowy i teatralny. Najbardziej znany na arenie międzynarodowej z roli syna w filmie Pozycja dziecka (2013) Călina Petera Netzera.
Zwrócił na siebie uwagę dzięki udziałowi w filmach "rumuńskiej nowej fali", m.in. Śmierć pana Lăzărescu (2005) Cristiego Puiu czy Tak spędziłem koniec świata (2006) Cătălina Mitulescu. Zdobył dwie Nagrody Gopo: za drugoplanową rolę w filmie Portret partyzanta w wieku młodzieńczym (2010) Constantina Popescu oraz za główną rolę w Dobrych chęciach (2011) Adriana Sitaru (również nagroda aktorska na MFF w Locarno). Laureat Srebrnej Muszli dla najlepszego aktora na MFF w San Sebastián za rolę w filmie Pororoca (2017) Constantina Popescu.